# Visconde de Benalcanfor
Visconde de Benalcanfor é um título nobiliárquico criado por D. Luís I de Portugal, por Decreto de 14 de Julho de 1870 e Carta de 6 de Maio de 1871, em favor de Ricardo Augusto Pereira Guimarães.
Titulares
1. Ricardo Augusto Pereira Guimarães, 1.º Visconde de Benalcanfor.